# Duivelsroggen
De duivelsroggen (Mobulidae) vormen een familie van grote roggen, die net als de adelaarsroggen voorkomen in het open water van de oceaan in tropische en subtropische gebieden.
Er is geen consensus over het aantal soorten. ITIS onderscheidt 15 soorten, terwijl de hier gepresenteerde indeling gebaseerd is op FishBase en maar 11 soorten onderscheidt.

## Voedsel
Duivelsroggen voeden zich voornamelijk met plankton, garnalen en kleine vissoorten.

## Taxonomie
- Familie: Mobulidae (Duivelsroggen)[4]
  -  Geslacht: Mobula (Rafinesque, 1810)[5]

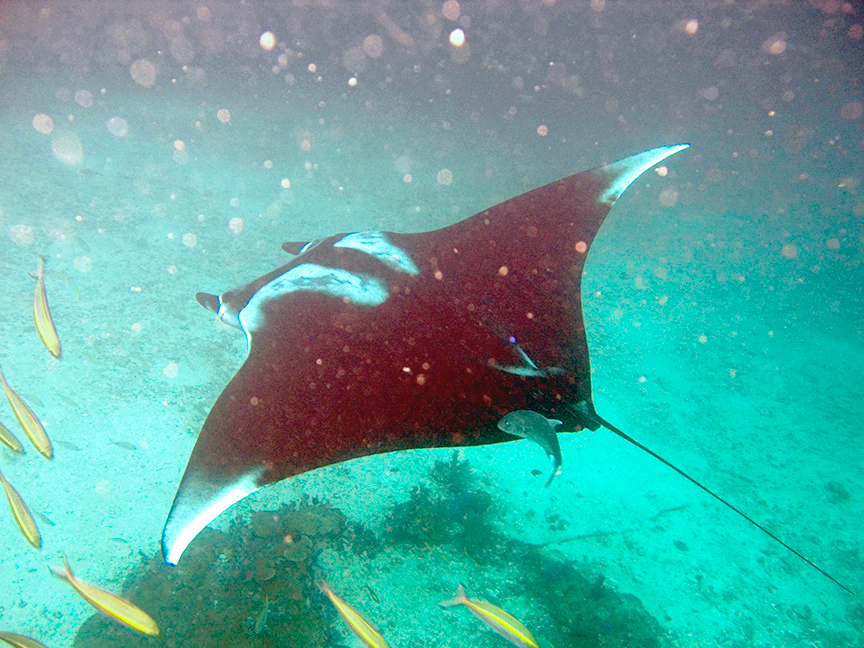
Reuzenmanta
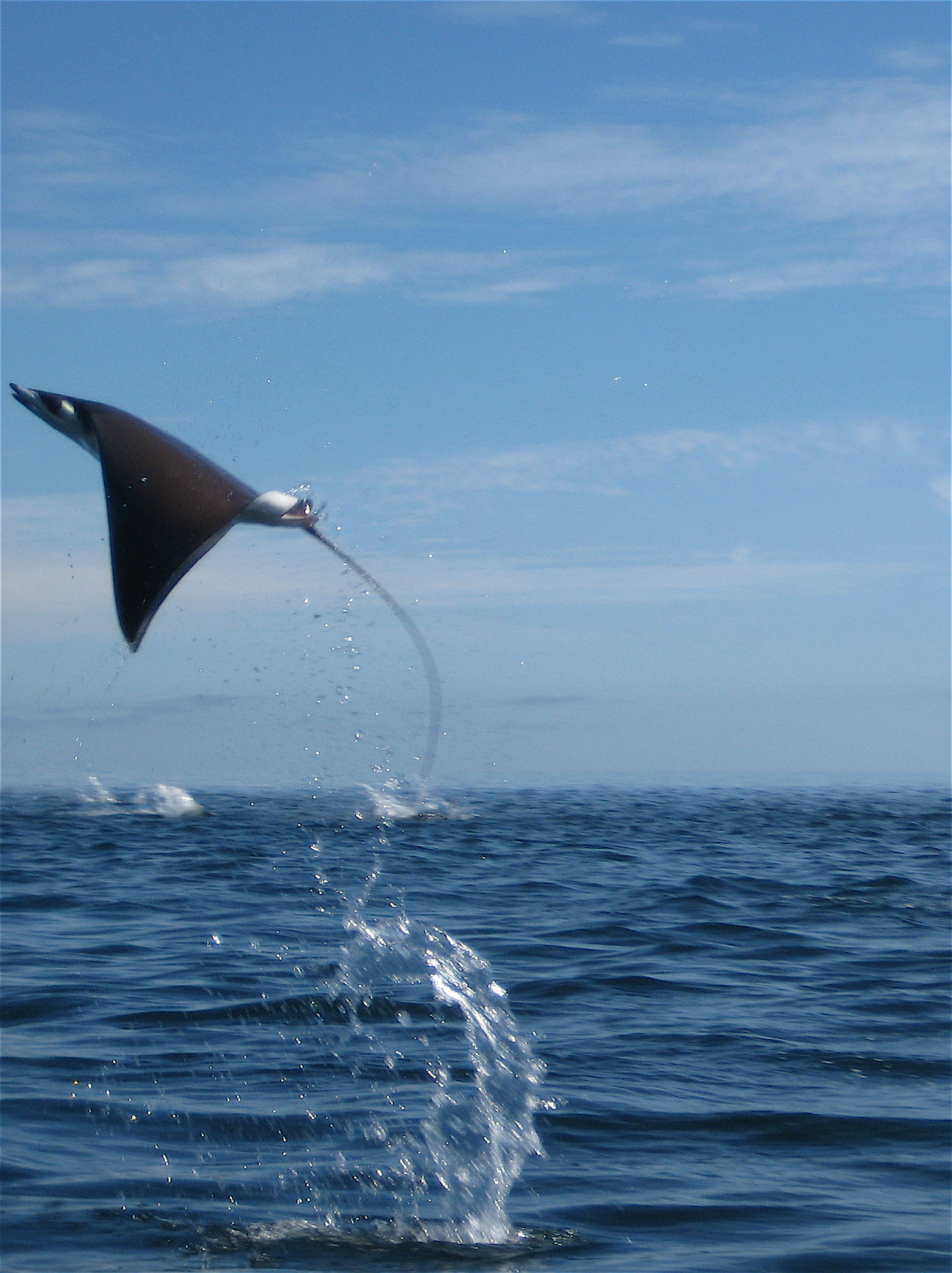
Duivelsrog die uit het water springt.
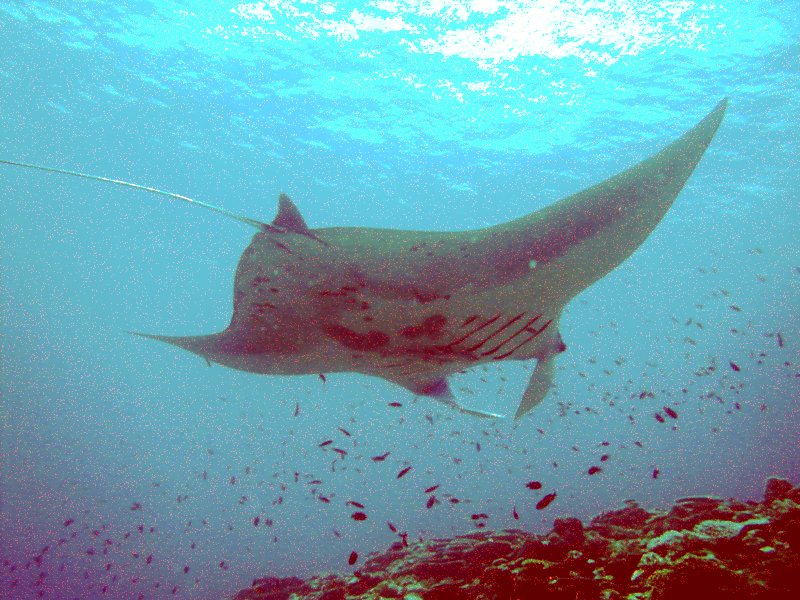
Manta bij Ishigaki (eiland).
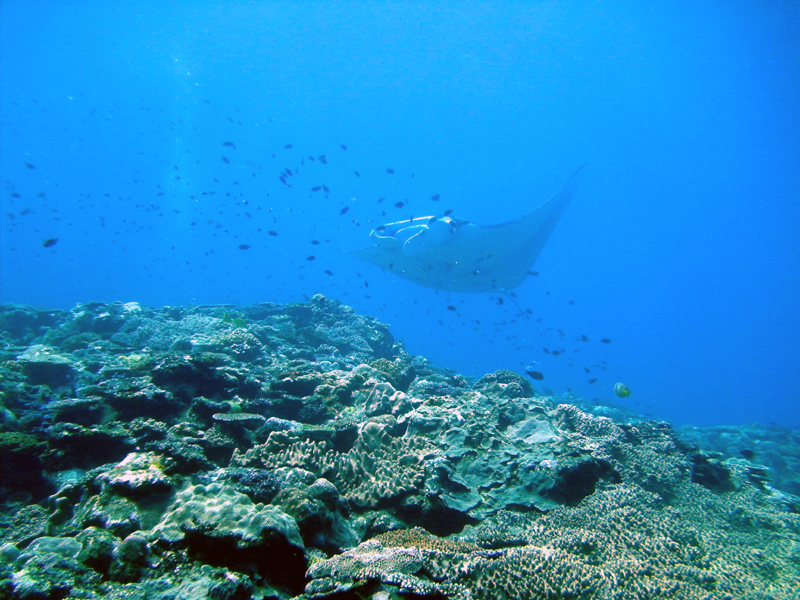
Manta foeragerend bij koraalrif.
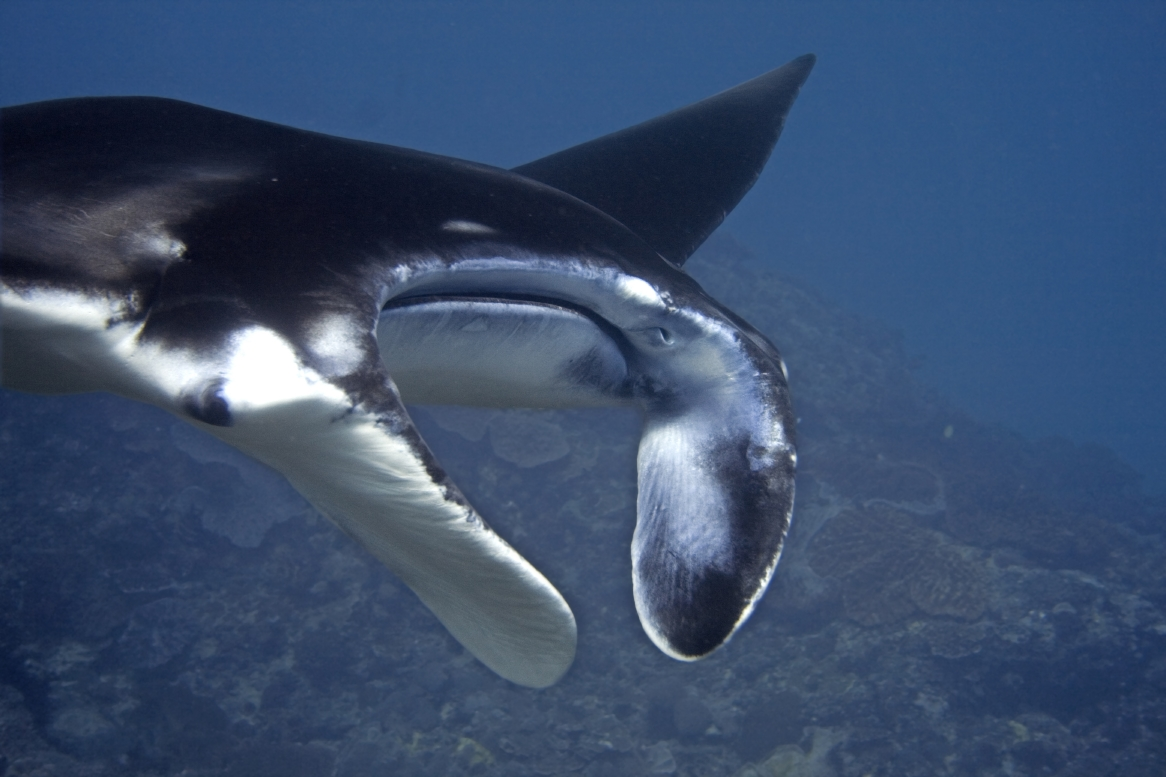
Close-up van Manta bij Bali.